# Beachvolleybal op de Olympische Zomerspelen 2008 (vrouwen)
Het beachvolleybaltoernooi voor vrouwen tijdens de Olympische Zomerspelen 2008 in Peking vond plaats van 9 tot en met 21 augustus. De wedstrijden werden gespeeld in het Chaoyangpark waar een tijdelijk stadion stond. De 24 deelnemende teams waren verdeeld over zes groepen van vier, waarin een halve competitie werd gespeeld. De nummers één en twee van elke groep evenals de twee beste nummers drie gingen door naar de achtste finales. De vier overige nummers drie speelden twee play-offs voor een plaats in de achtste finale. Vanaf de achtste finales werd er gespeeld via het knockoutsysteem.
Kerri Walsh en Misty May-Treanor prolongeerden hun olympische titel van 2004 tegen het Chinese duo Tian Jia en Wang Jie. Het brons ging naar het Chinese tweetal Xue Chen en Zhang Xi die in de wedstrijd om de derde plaats te sterk waren voor het Braziliaanse duo Talita Antunes da Rocha en Renata Ribeiro.

## Groepsfase
|  | Direct naar de laatste zestien |
|  | Naar de play-offs              |

### Groep A
| # | NOC | Ploeg               | Punten | Wedstrijden | Wedstrijden | Spelpunten | Spelpunten | Spelpunten | Sets | Sets | Sets  |
| # | NOC | Ploeg               | Punten | W           | V           | W          | V          | Ratio      | W    | V    | Ratio |
| - | --- | ------------------- | ------ | ----------- | ----------- | ---------- | ---------- | ---------- | ---- | ---- | ----- |
| 1 | CHN | Tian Jia / Wang Jie | 6      | 3           | 0           | 149        | 126        | 1,183      | 6    | 2    | 3,000 |
| 2 | NOR | Maaseide / Glesnes  | 5      | 2           | 1           | 130        | 121        | 1,074      | 5    | 2    | 2,500 |
| 3 | BEL | Van Breedam / Mouha | 4      | 1           | 2           | 135        | 134        | 1,007      | 3    | 4    | 0,750 |
| 4 | SUI | Kuhn / Schwer       | 3      | 0           | 3           | 93         | 126        | 0,738      | 0    | 6    | 0,000 |

| Datum       |                     | Score |                     | Set 1   | Set 2   | Set 3   |
| ----------- | ------------------- | ----- | ------------------- | ------- | ------- | ------- |
| 9 augustus  | Tian Jia / Wang Jie | 2 – 0 | Kuhn / Schwer       | 21 – 12 | 21 – 18 |         |
| 9 augustus  | Maaseide / Glesnes  | 2 – 0 | Van Breedam / Mouha | 24 – 22 | 21 – 18 |         |
| 11 augustus | Tian Jia / Wang Jie | 2 – 1 | Van Breedam / Mouha | 18 – 21 | 21 – 19 | 15 – 13 |
| 11 augustus | Maaseide / Glesnes  | 2 – 0 | Kuhn / Schwer       | 21 – 11 | 21 – 17 |         |
| 13 augustus | Van Breedam / Mouha | 2 – 0 | Kuhn / Schwer       | 21 – 18 | 21 – 17 |         |
| 13 augustus | Tian Jia / Wang Jie | 2 – 1 | Maaseide / Glesnes  | 17 – 21 | 21 – 14 | 15 – 8  |

### Groep B
| # | NOC | Ploeg               | Punten | Wedstrijden | Wedstrijden | Spelpunten | Spelpunten | Spelpunten | Sets | Sets | Sets  |
| # | NOC | Ploeg               | Punten | W           | V           | W          | V          | Ratio      | W    | V    | Ratio |
| - | --- | ------------------- | ------ | ----------- | ----------- | ---------- | ---------- | ---------- | ---- | ---- | ----- |
| 1 | USA | Walsh / May-Treanor | 6      | 3           | 0           | 126        | 85         | 1,482      | 6    | 0    | MAX   |
| 2 | CUB | Fernández / Larrea  | 5      | 2           | 1           | 116        | 116        | 1,000      | 4    | 2    | 2,000 |
| 3 | NOR | Håkedal / Tørlen    | 4      | 1           | 2           | 108        | 111        | 0,973      | 2    | 4    | 0,500 |
| 4 | JPN | Saiki / Kusuhara    | 3      | 0           | 3           | 88         | 126        | 0,698      | 0    | 6    | 0,000 |

| Datum       |                     | Score |                    | Set 1   | Set 2   | Set 3 |
| ----------- | ------------------- | ----- | ------------------ | ------- | ------- | ----- |
| 10 augustus | Walsh / May-Treanor | 2 – 0 | Saiki / Kusuhara   | 21 – 12 | 21 – 15 |       |
| 10 augustus | Håkedal / Tørlen    | 0 – 2 | Fernández / Larrea | 20 – 22 | 19 – 21 |       |
| 12 augustus | Walsh / May-Treanor | 2 – 0 | Fernández / Larrea | 21 – 15 | 21 – 16 |       |
| 12 augustus | Håkedal / Tørlen    | 2 – 0 | Saiki / Kusuhara   | 21 – 8  | 21 – 18 |       |
| 14 augustus | Fernández / Larrea  | 2 – 0 | Saiki / Kusuhara   | 21 – 18 | 21 – 17 |       |
| 14 augustus | Walsh / May-Treanor | 2 – 0 | Håkedal / Tørlen   | 21 – 12 | 21 – 15 |       |

### Groep C
| # | NOC | Ploeg                  | Punten | Wedstrijden | Wedstrijden | Spelpunten | Spelpunten | Spelpunten | Sets | Sets | Sets  |
| # | NOC | Ploeg                  | Punten | W           | V           | W          | V          | Ratio      | W    | V    | Ratio |
| - | --- | ---------------------- | ------ | ----------- | ----------- | ---------- | ---------- | ---------- | ---- | ---- | ----- |
| 1 | AUS | Barnett / Cook         | 6      | 3           | 0           | 143        | 113        | 1,265      | 6    | 1    | 6,000 |
| 2 | BRA | Ana Paula / Larissa    | 5      | 2           | 1           | 156        | 139        | 1,122      | 4    | 4    | 1,000 |
| 3 | GEO | Saka / Rtvelo          | 4      | 1           | 2           | 124        | 154        | 0,805      | 3    | 5    | 0,600 |
| 4 | RUS | Oerjadova / Sjirjajeva | 3      | 0           | 3           | 140        | 157        | 0,892      | 3    | 6    | 0,500 |

| Datum       |                        | Score |                        | Set 1   | Set 2   | Set 3   |
| ----------- | ---------------------- | ----- | ---------------------- | ------- | ------- | ------- |
| 9 augustus  | Ana Paula / Larissa    | 2 – 1 | Saka / Rtvelo          | 23 – 25 | 21 – 17 | 15 – 5  |
| 9 augustus  | Barnett / Cook         | 2 – 1 | Oerjadova / Sjirjajeva | 21 – 8  | 19 – 21 | 15 – 12 |
| 11 augustus | Ana Paula / Larissa    | 2 – 1 | Oerjadova / Sjirjajeva | 19 – 21 | 21 – 12 | 15 – 13 |
| 11 augustus | Barnett / Cook         | 2 – 0 | Saka / Rtvelo          | 21 – 18 | 21 – 12 |         |
| 13 augustus | Oerjadova / Sjirjajeva | 1 – 2 | Saka / Rtvelo          | 21 – 10 | 20 – 22 | 12 – 15 |
| 13 augustus | Ana Paula / Larissa    | 0 – 2 | Barnett / Cook         | 21 – 23 | 21 – 23 |         |

### Groep D
| # | NOC | Ploeg                        | Punten | Wedstrijden | Wedstrijden | Spelpunten | Spelpunten | Spelpunten | Sets | Sets | Sets  |
| # | NOC | Ploeg                        | Punten | W           | V           | W          | V          | Ratio      | W    | V    | Ratio |
| - | --- | ---------------------------- | ------ | ----------- | ----------- | ---------- | ---------- | ---------- | ---- | ---- | ----- |
| 1 | CHN | Xue Chen / Zhang Xi          | 6      | 3           | 0           | 139        | 105        | 1,324      | 6    | 1    | 6,000 |
| 2 | GER | Goller / Ludwig              | 5      | 2           | 1           | 119        | 102        | 1,167      | 4    | 2    | 2,000 |
| 3 | GRE | Koutroumanidou / Tsiartsiani | 4      | 1           | 2           | 127        | 120        | 1,058      | 3    | 4    | 0,750 |
| 4 | RSA | Augoustides / Nel            | 3      | 0           | 3           | 68         | 126        | 0,540      | 0    | 6    | 0,000 |

| Datum       |                              | Score |                              | Set 1   | Set 2   | Set 3   |
| ----------- | ---------------------------- | ----- | ---------------------------- | ------- | ------- | ------- |
| 10 augustus | Xue Chen / Zhang Xi          | 2 – 0 | Augoustides / Nel            | 21 – 13 | 21 – 9  |         |
| 10 augustus | Goller / Ludwig              | 2 – 0 | Koutroumanidou / Tsiartsiani | 24 – 22 | 21 – 12 |         |
| 12 augustus | Xue Chen / Zhang Xi          | 2 – 1 | Koutroumanidou / Tsiartsiani | 21 – 18 | 19 – 21 | 15 – 12 |
| 12 augustus | Goller / Ludwig              | 2 – 0 | Augoustides / Nel            | 21 – 12 | 21 – 14 |         |
| 14 augustus | Koutroumanidou / Tsiartsiani | 2 – 0 | Augoustides / Nel            | 21 – 12 | 21 – 8  |         |
| 14 augustus | Xue Chen / Zhang Xi          | 2 – 0 | Goller / Ludwig              | 21 – 14 | 21 – 18 |         |

### Groep E
| # | NOC | Ploeg            | Punten | Wedstrijden | Wedstrijden | Spelpunten | Spelpunten | Spelpunten | Sets | Sets | Sets  |
| # | NOC | Ploeg            | Punten | W           | V           | W          | V          | Ratio      | W    | V    | Ratio |
| - | --- | ---------------- | ------ | ----------- | ----------- | ---------- | ---------- | ---------- | ---- | ---- | ----- |
| 1 | USA | Branagh / Youngs | 6      | 3           | 0           | 139        | 129        | 1,078      | 6    | 1    | 6,000 |
| 2 | GER | Pohl / Rau       | 5      | 2           | 1           | 117        | 115        | 1,017      | 4    | 2    | 2,000 |
| 3 | CUB | Ribalta / Crespo | 4      | 1           | 2           | 130        | 117        | 1,111      | 3    | 4    | 0,750 |
| 4 | NED | Kadijk / Mooren  | 3      | 0           | 3           | 107        | 132        | 0,811      | 0    | 6    | 0,000 |

| Datum       |                  | Score |                  | Set 1   | Set 2   | Set 3   |
| ----------- | ---------------- | ----- | ---------------- | ------- | ------- | ------- |
| 9 augustus  | Branagh / Youngs | 2 – 0 | Kadijk / Mooren  | 21 – 19 | 27 – 25 |         |
| 9 augustus  | Pohl / Rau       | 2 – 0 | Ribalta / Crespo | 21 – 17 | 21 – 19 |         |
| 11 augustus | Branagh / Youngs | 2 – 1 | Ribalta / Crespo | 21 – 19 | 13 – 21 | 15 – 12 |
| 11 augustus | Pohl / Rau       | 2 – 0 | Kadijk / Mooren  | 21 – 19 | 21 – 18 |         |
| 13 augustus | Ribalta / Crespo | 2 – 0 | Kadijk / Mooren  | 21 – 11 | 21 – 15 |         |
| 13 augustus | Branagh / Youngs | 2 – 0 | Pohl / Rau       | 21 – 17 | 21 – 16 |         |

### Groep F
| # | NOC | Ploeg                  | Punten | Wedstrijden | Wedstrijden | Spelpunten | Spelpunten | Spelpunten | Sets | Sets | Sets  |
| # | NOC | Ploeg                  | Punten | W           | V           | W          | V          | Ratio      | W    | V    | Ratio |
| - | --- | ---------------------- | ------ | ----------- | ----------- | ---------- | ---------- | ---------- | ---- | ---- | ----- |
| 1 | BRA | Talita / Renata        | 6      | 3           | 0           | 139        | 121        | 1,149      | 6    | 1    | 6,000 |
| 2 | AUT | Schwaiger / Schwaiger  | 5      | 2           | 1           | 121        | 105        | 1,152      | 4    | 2    | 2,000 |
| 3 | MEX | Candelas / García      | 4      | 1           | 2           | 124        | 146        | 0,849      | 3    | 5    | 0,600 |
| 4 | GRE | Karadassiou / Arvaniti | 3      | 0           | 3           | 125        | 137        | 0,912      | 1    | 6    | 0,167 |

| Datum       |                        | Score |                        | Set 1   | Set 2   | Set 3   |
| ----------- | ---------------------- | ----- | ---------------------- | ------- | ------- | ------- |
| 10 augustus | Talita / Renata        | 2 – 1 | Candelas / García      | 18 – 21 | 21 – 16 | 15 – 8  |
| 10 augustus | Karadassiou / Arvaniti | 0 – 2 | Schwaiger / Schwaiger  | 18 – 21 | 18 – 21 |         |
| 12 augustus | Talita / Renata        | 2 – 0 | Schwaiger / Schwaiger  | 21 – 18 | 21 – 19 |         |
| 12 augustus | Karadassiou / Arvaniti | 1 – 2 | Candelas / García      | 17 – 21 | 21 – 16 | 12 – 15 |
| 14 augustus | Schwaiger / Schwaiger  | 2 – 0 | Candelas / García      | 21 – 17 | 21 – 10 |         |
| 14 augustus | Talita / Renata        | 2 – 0 | Karadassiou / Arvaniti | 22 – 20 | 21 – 19 |         |

### Play-offs
| Datum       |                     | Score |                   | Set 1   | Set 2   | Set 3   |
| ----------- | ------------------- | ----- | ----------------- | ------- | ------- | ------- |
| 14 augustus | Van Breedam / Mouha | 2 – 0 | Saka / Rtvelo     | 21 – 13 | 21 – 19 |         |
| 14 augustus | Håkedal / Tørlen    | 2 – 1 | Candelas / García | 20 – 22 | 21 – 12 | 15 – 11 |

## Knockoutfase
| Achtste finale | Achtste finale               | Achtste finale | Achtste finale | Achtste finale |  |    | Kwartfinale           | Kwartfinale         | Kwartfinale | Kwartfinale | Kwartfinale |  |  | Halve finale | Halve finale        | Halve finale | Halve finale | Halve finale |  |              | Finale              | Finale              | Finale       | Finale       | Finale |
|                |                              |                |                |                |  |    |                       |                     |             |             |             |  |  |              |                     |              |              |              |  |              |                     |                     |              |              |        |
| 1              | Tian Jia / Wang Jie          | 21             | 21             |                |  |    |                       |                     |             |             |             |  |  |              |                     |              |              |              |  |              |                     |                     |              |              |        |
| 11             | Håkedal / Tørlen             | 13             | 15             |                |  |    | 1                     | Tian Jia / Wang Jie | 21          | 21          |             |  |  |              |                     |              |              |              |  |              |                     |                     |              |              |        |
| 9              | Goller / Ludwig              | 21             | 21             | 16             |  | 18 | Schwaiger / Schwaiger | 12                  | 12          |             |             |  |  |              |                     |              |              |              |  |              |                     |                     |              |              |        |
| 18             | Schwaiger / Schwaiger        | 23             | 11             | 18             |  |    |                       |                     |             |             |             |  |  | 1            | Tian Jia / Wang Jie | 22           | 29           | 15           |  |              |                     |                     |              |              |        |
| 5              | Branagh / Youngs             | 21             | 21             |                |  |    |                       |                     |             |             |             |  |  | 4            | Xue Chen / Zhang Xi | 24           | 27           | 8            |  |              |                     |                     |              |              |        |
| 14             | Fernández / Larrea           | 15             | 13             |                |  |    | 5                     | Branagh / Youngs    | 17          | 13          |             |  |  |              |                     |              |              |              |  |              |                     |                     |              |              |        |
| 17             | Ribalta / Crespo             | 19             | 13             |                |  | 4  | Xue Chen / Zhang Xi   | 21                  | 21          |             |             |  |  |              |                     |              |              |              |  |              |                     |                     |              |              |        |
| 4              | Xue Chen / Zhang Xi          | 21             | 21             |                |  |    |                       |                     |             |             |             |  |  |              |                     |              |              |              |  |              | 1                   | Tian Jia / Wang Jie | 18           | 18           |        |
| 10             | Barnett / Cook               | 22             | 19             | 15             |  |    |                       |                     |             |             |             |  |  |              |                     |              |              |              |  |              | 2                   | Walsh / May-Treanor | 21           | 21           |        |
| 16             | Koutroumanidou / Tsiartsiani | 20             | 21             | 12             |  |    | 10                    | Barnett / Cook      | 22          | 14          |             |  |  |              |                     |              |              |              |  |              |                     |                     |              |              |        |
| 12             | Maaseide / Glesnes           | 21             | 19             | 13             |  | 6  | Talita / Renata       | 24                  | 21          |             |             |  |  |              |                     |              |              |              |  |              |                     |                     |              |              |        |
| 6              | Talita / Renata              | 12             | 21             | 15             |  |    |                       |                     |             |             |             |  |  | 6            | Talita / Renata     | 12           | 14           |              |  |              |                     |                     |              |              |        |
| 3              | Ana Paula / Larissa          | 21             | 21             |                |  |    |                       |                     |             |             |             |  |  | 2            | Walsh / May-Treanor | 21           | 21           |              |  |              |                     |                     |              |              |        |
| 8              | Pohl / Rau                   | 18             | 14             |                |  |    | 3                     | Ana Paula / Larissa | 18          | 15          |             |  |  |              |                     |              |              |              |  | Derde plaats | Derde plaats        | Derde plaats        | Derde plaats | Derde plaats |        |
| 13             | Van Breedam / Mouha          | 22             | 10             |                |  | 2  | Walsh / May-Treanor   | 21                  | 21          |             |             |  |  |              |                     |              |              |              |  | 4            | Xue Chen / Zhang Xi | 21                  | 21           |              |        |
| 2              | Walsh / May-Treanor          | 24             | 21             |                |  |    |                       |                     |             |             |             |  |  |              |                     |              |              |              |  |              | 6                   | Talita / Renata     | 19           | 17           |        |